# Sakura-sō no Pet na Kanojo
Sakura-sō no Pet na Kanojo (さくら荘のペットな彼女 Sakura-sō no Petto na Kanojo, n.đ. Cô gái như thú nuôi ở ký túc xá Sakura) là một series light novel tiếng Nhật do Kamoshida Hajime sáng tác và Mizoguchi Kēji vẽ minh họa. ASCII Media Works xuất bản 13 tập từ tháng 1 năm 2010 đến tháng 3 năm 2014. Một manga chuyển thể do Hōki Kusano vẽ minh họa đã được đăng tuần tự trên tập Dengeki G's Magazine và Dengeki G's Comic của ASCII Media Works. Một drama CD được xuất bản vào 28 tháng 6 năm 2012. Một bộ anime truyền hình dài 24 tập được J.C.Staff chuyển thể bắt đầu lên sóng từ giữa tháng 10 năm 2012 và Tháng 3 năm 2013. Nó đã được cấp phép bởi Sentai Filmworks ở Bắc Mĩ.

## Cốt truyện
Ký túc xá Sakura là một ký túc xá của trường cao trung trực thuộc Đại học dân lập Mĩ Thuật Suiko, dành cho những học sinh cá biệt sống tách riêng với học sinh ở ký túc xá bình thường của trường. Kanda Sorata là nam sinh năm hai ngành đồ họa, phải chuyển vào nơi rắc rối này vì tội lén nuôi mèo và bắt đầu chuỗi ngày phiền phức và vui nhộn ở đó. Cuộc sống của cậu sang trang mới khi Shiina Mashiro - cháu của giám sát ktx là Chihiro - từ bên Anh chuyển trường đến Nhật.
Mọi sự rắc rối hơn khi Sorata phải lãnh trách nhiệm chăm nom Shiina vì cô nàng không có kỹ năng sống, ngây thơ như một bé gái và chỉ đắm chìm trong vẽ manga. Đời sống ở Ký túc xá Sakura luôn náo nhiệt và đầy ắp tiếng cười, đôi lúc có những kỉ niệm buồn vui lẫn lộn nhưng tất cả mọi người đều là một đại gia đình. Câu chuyện về cuộc sống của Sorata và mối quan hệ thân mật giữa các thành viên ký túc xá biệt lập này khiến ta cảm thấy hình ảnh mỗi chúng ta đều ở trong đó.

## Nhân vật

### Kí túc xá Sakura
Kanda Sorata (神田 空太)
Lồng tiếng bởi: Matsuoka Yoshitsugu
Kanda Sorata là nhân vật nam chính của câu chuyện. Cậu là học viên năm hai (sau này là năm ba) của trường cao trung trực thuộc Đại học Mỹ thuật Suiko, người sống trong phòng 101 của Kí túc xá Sakura. Sorata bị đuổi khỏi ký túc xá của trường sau khi quyết định không bỏ con mèo đi lạc mà cậu tìm thấy và buộc phải đến ở Sakura. Cậu không thể cưỡng lại việc nhận nuôi những chú mèo đi lạc, và cuối cùng cậu nuôi bảy con trong phòng thay vì tìm chủ mới cho chúng. Vì nhiều học viên Ký túc xá Sakura có tài năng nghệ thuật và việc làm của mỗi người, Sorata thường cảm thấy đau đớn và bình thường hơn so với họ.
Chihiro, giám sát ký túc xá, người đã chỉ định Sorata chịu trách nhiệm chăm sóc Shiina Mashiro - cháu gái của cô từ nước Anh chuyển đến, và cậu phải miễn cưỡng nhận lời. Vì Shiina là thiên tài họa sĩ nhưng kỹ năng sống chỉ như một bé gái, cậu phải làm bảo mẫu cho cô như giặt quần áo lót, nấu buổi sáng, dẫn đi học... Dù vậy, Sorata đã thay đổi tính cách lạnh lùng của Shiina và quan hệ cả hai ngày càng thân thiết hơn trước. Nhưng đôi lúc, tính cách ích kỷ và tự kỳ vọng của Sorata vô tình trút giận lên cô và Shiina luôn cố gắng giúp cậu vượt qua điều đó.
Kanda Sorata vô cùng thân thiết với mọi người trong ký túc xá Sakura. Cậu thường chơi game xả stress với Misaki, trò chuyện với Jin, xin lời khuyên từ Akasha, giúp đỡ Nanami và chăm nom Shiina. Mỗi tối và khi có sự kiện đặc biệt, tất cả thành viên trong ký túc xá đều mở tiệc và vui đùa bên nhau. Dù Sorata có đau đớn và vô tình trút giận lên người khác, họ luôn tha thứ và ở bên cậu như một gia đình. Vì vậy. Sorata luôn tự hào mình là thành viên của ký túc xá Sakura và cùng mọi người gìn giữ và truyền lại mái ấm đó cho đàn em.
Kanda Sorata ngày càng trưởng thành hơn, cậu quyết tâm trở thành lập trình game và đã vượt qua bao lần thất bại. Cậu cũng tỏ tình với Mashiro và tình yêu giữa hai người nảy nở. Câu chuyện kể về quá trình trưởng thành của Sorata và mọi người tại ký túc xá Sakura - mái ấm của những con người kỳ lạ và chân thật.
Shiina Mashiro (椎名 ましろ)
Lồng tiếng bởi: Kayano Ai
Shiina Mashiro là nhân vật nữ chính của câu chuyện. Cô là người sống trong phòng 202 và từng là họa sĩ nổi tiếng thế giới, được ca tụng bởi giới truyền thông quốc tế và là thiên tài hội họa không ai sánh bằng. Mặc dù tác phẩm nghệ thuật của cô được nhiều người ngưỡng mộ, Shiina không biết gì khác ngoài vẽ tranh và cực kỳ thiếu ý thức với kỹ năng sống.
Vì không còn hứng thú, Shiina quyết định chuyển đến Nhật Bản trở thành tác giả manga và là học sinh năm hai trường cao trung Suiko - nơi dì Chihiro đang dạy học. Từ đó, Shiina Mashiro đã trở thành một thành viên tại ký túc xá Sakura.
Từ khi mới chuyển đến, Kanda Sorata đã trở thành bạn thân đầu tiên kiêm "bảo mẫu " của Shiina. Vì điều đó, Sorata bị buộc phải chăm nom Mashiro và dạy cô thực hiện các kỹ năng sống cơ bản hàng ngày mà mọi người khác đều cho là điều hiển nhiên. Tuy nhiên, ngoài vẽ tranh thì Mashiro kém về mọi việc khác.Thậm chí, Sorata phải chọn đồ lót cho Mashiro mặc hoặc cô ấy sẽ đi ra ngoài mà không mang đồ lót. Cô tập trung vào những gì cô muốn làm, vẽ truyện tranh, đánh thức con người Sorata và truyền cảm hứng cho cậu. Shiina có điểm môn học rất tệ, vì cô ấy không thể chú ý trong lớp, nhưng cô ấy vẫn có thể vượt qua các kỳ thi bằng cách ghi nhớ hình ảnh tất cả các câu trả lời nếu tường tượng đó là bức tranh. Dù rắc rối nhưng mọi người vẫn vui vẻ giúp đỡ và Mashiro hạnh phúc vì điều đó.
Shiina Mashiro luôn muốn thân thiết với Sorata và tìm hiểu về con người cậu. Từ một con người chỉ biết vẽ, cậu đã cho cô thấy những cảm xúc lãng mạn của một cô gái, những kỉ niệm đẹp đẽ và trải nghiệm tình yêu là gì. Shiina có lúc ghen tị khi Sorata thiên vị Nanami và muốn cậu gọi tên "Mashiro" (thường chỉ có cặp đôi yêu nhau mới xưng hô như thế) khi cả hai ở riêng. Đó là một nét ngây thơ trong sáng của thiếu nữ mới lớn Shiina Mashiro.
Shiina luôn xem mọi người trong ký túc xá Sakura là gia đình thân thuộc của mình. Trước khi chuyển đến, cô chỉ luôn vẽ tranh và không cảm nhận được hơi ấm gia đình. Cô luôn yêu những kỷ niệm bên nhau của mọi người và mong ước điều đó sẽ tiếp diễn mãi mãi. Bằng tài năng hội họa của mình, Shiina đã gửi gắm mọi tình cảm của mình vào bức tranh vẽ ký túc xá Sakura cùng mọi thành viên trong đó.
Câu chuyện kể về quá trình thay đổi tính cách của Shiina Mashiro, khi cô được trải nghiệm lần đầu những cảm xúc lúc ngọt ngào, lúc đắng cay của một thiếu nữ bình thường - điều mà cô chưa có trong suốt cuộc đời họa sĩ tráng lệ nhưng trống rỗng trước đó của mình. Với Shiina, ký túc xá Sakura mới chính là mái ấm của mình.
Aoyama Nanami (青山 七海)
Lồng tiếng bởi: Nakatsu Mariko
Nanami là bạn học cùng lớp Sorata, sau đó chuyển đến phòng 203 của ký túc xá Sakura. Mặc dù cô hơi khắc nghiệt với Sorata, cô thực sự phải lòng Sorata, và mọi người ngoài cậu đã nhận thấy điều này. Cô rời khỏi nhà để trở thành một seiyū mà không có sự đồng ý của bố mẹ, và phải sống một mình. Sau khi cô thấy mình thiếu tiền, cũng như nhận thấy Sorata và Mashiro đang trở nên thân thiết, cô chọn chuyển đến ký túc xá Sakura, giá cả phải chăng hơn nhà ở sinh viên tiêu chuẩn. Cô gặp mẹ của Sorata trong cuốn tiểu thuyết thứ năm và nhận được sự ngưỡng mộ của người sau. Mẹ của Sorata thậm chí còn nói với cậu rằng bà sẽ chào đón Nanami như một cô con dâu. Trong tiểu thuyết thứ sáu, cô đã thất bại trong việc thử diễn viên lồng tiếng và quyết định hòa giải với cha mẹ trước khi quyết định bước tiếp theo. Cô có thể thuyết phục cha mẹ cho phép cô tiếp tục học VA và trở về Ký túc xá Sakura cho năm cuối trung học. Cô nói với một phương ngữ Kansai khi cô tức giận hoặc bối rối.
Kamiigusa Misaki (上井草 美咲)
Lồng tiếng bởi: Takamori Natsumi
Kamiigusa Misaki là nữ sinh năm ba trường cao trung Suiko và thành viên đầu tiên của ký túc xá Sakura ở phòng 201. Cô vô cùng năng động, là thiên tài trong ngành đồ họa và đã sản xuất vô số bộ anime chất lượng dù còn đang là học sinh. Dù vậy, chính vì là thiên tài và có tính cách "khác người", những học sinh trong trường không chịu nổi cô và dường như Misaki không tìm thấy một người bạn thực sự trước khi chuyển đến Sakura (ngoại trừ Jin, bạn thân từ nhỏ của cô). Và tại chính ký túc xá đó, Misaki đã có gia đình của riêng mình.
Lần đầu đến ký túc xá Sakura (khi Misaki là học sinh năm nhất)mọi phòng ốc đều trống trơn và Misaki mong ước sẽ có nhiều người đến ở. Chính vì vậy, mỗi lần có thành viên mới, cô luôn dọn dẹp phòng và tổ chức tiệc chào mừng chỉ có ở Sakura. Mong ước có một gia đình của cô đã trở thành hiện thực, Misaki luôn yêu quý mọi người như một người chị cả. Misaki xem Sorata như em trai và chơi game cùng cậu, có lúc phiền phức nhưng cả hai đều vui vẻ vì điều đó. Cô còn yêu mến Shiina và Nanami như em gái và luôn tư vấn tình yêu cho hai người. Nhưng trước mọi người, cô luôn tỏ ra mạnh mẽ để trở thành điểm tựa cho đàn em của mình.
Misaki là bạn thân từ nhỏ của Mitaka Jin và cả hai đã học cùng nhau từ hồi mầm non đến hiện tại. Hai người gắn bó với nhau và Jin là người duy nhất hiểu được Misaki và nhận ra sự dễ thương trong con người khác thường của cô. Thậm chí, khi cô rời nhà lên học trường cao trung Mỹ thuật Sui ko thì Jin quyết đi theo. Và cậu ấy là thành viên tiếp theo ở ký túc xá Sakura để chăm lo cho Misaki. Khi sản xuất anime, Misaki đều làm dựa trên kịch bản Jin đã viết và bỏ qua những sai sót trong đó. Cả hai đều thích nhau nhưng chưa một lần nghiêm túc tỏ tình, vẫn duy trì mối quan hệ tri kỷ như trước. Để Jin hạnh phúc, cô thậm chí còn bỏ qua những cô bồ của cậu và một mình thầm lặng vượt qua nỗi đau vô số lần. Chính lúc ấy, việc chơi game với Sorata lại là liều thuốc xả stress hiệu quả. Về sau, Jin đã thú nhận tình cảm và sẽ kết hôn với cô sau khi hoàn thành chương trình đại học Osaka.
Misaki luôn xem mọi thành viên ở ký túc xá Sakura là một gia đình thứ hai mà cô luôn trân trọng và gìn giữ. Và cô luôn mong đàn em của mình sẽ tiếp tục truyền thống ở Sakura cho thế hệ học sinh sau và tạo ra nhiều kỷ niệm đẹp tuổi học trò.
Mitaka Jin (三鷹 仁)
Lồng tiếng bởi: Sakurai Takahiro
Mitaka Jin là nam sinh năm ba trường cao trung Suiko, là thành viên phòng 103 ở ký túc xá Sakura. Cậu có vẻ ngoài điển trai. thông minh và là một anh chàng sát gái có vô số cô bồ vây quanh. Dù mỗi đêm Jin luôn ngủ cùng các cô gái nhưng cậu luôn có mặt trong mọi bữa tối và bữa tiệc ở Sakura. Jin luôn quan tâm đến mọi người và thi thoảng giúp đỡ Sorata trong khoản "tán gái".
Với Jin, đàn em trong Sakura như những đứa em ngây ngô và bé bỏng. Cậu luôn sẵn sàng giúp đỡ và tư vấn cho họ. Jin là người khuấy động không khí nếu ai đó buồn và đối với cậu, hãy là người bình tĩnh nhất để trở thành điểm tựa cho đàn em khi khó khăn. Và đôi lúc, cậu lại quýên rũ giáo viên giám sát Chihiro và tư vấn cô cách tán tỉnh ai đó. Tại ký túc xá Sakura, Jin là người anh cả chu toàn mọi việc và có khả năng hiểu được mọi tâm tư tình cảm của mọi người.
Mitaka Jin là bạn thân từ nhỏ của Misaki và hiểu được mọi tâm tư và tính cách hiếu động của cô. Cậu đã yêu cô từ rất lâu và sẵn sàng làm mọi thứ để Misaki luôn vui vẻ. Jin đã đi theo cô đến trường cao trung Suiko rồi ký túc xá Sakura để cô ấy không cô đơn. Dù tâm lý nhưng Jin cũng vô cùng ngốc nghếch trong tình yêu với cô ấy. Cậu yêu Misaki nhưng luôn sợ làm cô ấy tổn thương nên chỉ giữ ở mức bạn bè. Jin còn cặp bồ với những cô gái khác để khuây khỏa nhưng lại vô tình khiến cô ấy đau khổ. Có những lúc, sau khi viết kịch bản anime, cậu lại đau đớn nhận ra mình kém cỏi so với tài năng nghệ thuật của cô nên cậu ấy luôn đồng cảm với Sorata. Nhưng nhờ mọi người ở Sakura, cả hai đã thực sự thú nhận tất cả và gắn bó với nhau. Sau khi tốt nghiệp, Jin hứa với Misaki sẽ cầu hôn cô sau khi cậu hoàn thành chương trình đại học ở Osaka.
Với Jin, mọi thành viên trong ký túc xá Sakura như một gia đình thứ hai và cậu vẫn luôn trân trọng và giữ gìn nơi đó.
Akasaka Ryūnosuke (赤坂 龍之介)
Lồng tiếng bởi: Horie Yui
Akasaka Ryuunosuke là nam sinh năm hai trường cao trung Suiko, cậu học cùng lớp với Nanami và Sorata và là thành viên phòng 102 ở ký túc xá Sakura. Akasaka là một lập trình viên sản xuất game được nhiều công ty ký hợp đồng dù còn là học sinh. Cậu chỉ hứng thú với lập trình và cà chua - thức ăn bổ dưỡng duy nhất cậu công nhận. Akasaka không hứng thú với trường học nên luôn nhốt mình trong phóng để làm việc, chỉ khi có nhu cầu hay đi học cho đủ ngày thì cậu mới ra ngoài. Không chỉ vậy. để tiện cho việc liên lạc và xử lý thông tin, cậu đã tạo ra phần mềm AI là cô gái ảo Maid dẫn đến nhiều tình huống dở khóc dở cười.
Trước đây, Akasaka từng tham gia một câu lạc bộ tin học trong trường về lập trình game và đã từng vui vẻ với mọi người. Thế nhưng, do trình độ của cậu quá cao và không ai trong nhóm đáp ứng được điều đó, họ dần xa lánh Akasaka và cậu quyết định về sau sẽ một mình làm để không ai phải tổn thương. Và ký túc xá Sakura là bến đỗ mới của cậu, nơi mọi người thực sự quan tâm đến cậu cho dù Akasaka ít khi họp mặt trực tiếp.
Akasaka là một chàng trai lạnh lùng, nói thẳng sai lầm của người khác cho dù có tổn thương họ và thiếu kinh nghiệm trong việc giao tiếp với những cô gái. Nhưng Rita thích con người đặc biệt đó của cậu và có những lúc hôn Akasaka ở sân bay giữa chỗ đông người. Akasaka nhận ra điều đó nhưng cố gắng lảng tránh càng khiến cô tò mò hơn, dẫn đến Maid cũng ghen tức vì nghĩ cô ta kéo chủ nhân vào lưới tình.
Dù cho hiếm khi biểu lộ cảm xúc nhưng với Akasaka, ký túc xá Sakura là gia đình cậu luôn trân trọng.
Maid (メイド Meido)
Lồng tiếng bởi: Horie Yui
Maid là một phần mềm AI do Akasaka Ryuusuke tạo ra để trả lời tin nhắn và xử lý thông tin. Dù chỉ là phần mềm máy tính, cô cũng có cảm xúc yêu quý như con người. Cô luôn khuyên chủ nhân nghỉ ngơi khi Akasaka mệt, xử lý thư rác và tin nhắn của mọi người xung quanh khi chủ nhân bận. Đôi lúc, Maid xuất hiện trong các thiết bị di động của thành viên Sakura để làm công cụ tìm kiếm hay liên lạc ai đó. Maid cũng ghen với Rita khi cô ta luôn tìm cách tiếp cận và đã hôn chủ nhân trước mặt Maid. Maid là một nhân vật nữ dễ thương và ngộ nghĩnh trong câu chuyện và là một thành viên trong ký túc xá Sakura.
Sengoku Chihiro (千石 千尋)
Lồng tiếng bởi: Toyoguchi Megumi
Sengoku Chihiro là giáo viên Mỹ thuật trường cao trung Suiko và là giám sát ký túc xá Sakura. Cô là phụ nữ đẹp đã hơn 30 tuổi nhưng chưa chồng, tính cách quyến rũ nhưng hơi mạnh bạo và đôi lúc tán tỉnh phụ huynh trong trường. Cô là người đã theo nguyện vọng của Shiina - cháu gái của cô từ nước Anh, chuyển trường sang cao trung Suiko và giao cho Sorata mọi trách nhiệm chăm lo cho cháu gái. Một phần vì vô trách nhiệm, Chihiro tin tưởng Sorata và mong cả hai sẽ thay đổi và trưởng thành hơn khi cọ xát với thực tế.
Từng là học sinh cũ sống ở ký túc xá Sakura, Chihiro luôn dõi theo cuộc sống của mỗi học sinh mình và giữ gìn những kỷ niệm tuổi học trò của họ. Chính vì vậy, khi Sorata bị thất bại ở vòng cuối cuộc thi lập trình game do Kazuki có lổi thì cô đã đánh hắn do làm tổn thương đến học trò của mình. Hay lúc ký túc xá Sakura sắp phải dỡ bỏ, Chihiro đã cố gắng hết sức thuyết phục ban giám hiệu để giữ lại ngôi nhà cho các học sinh. Cô dù đôi khi có vô trách nhiệm, nhưng là một giáo viên yêu nghề và học trò của mình và là hình tượng tiêu biểu của giáo viên Nhật Bản hiện đại.
Rita Ainsworth (リタ・エインワーズ Rita Einwāzu)
Lồng tiếng bởi: Kawasumi Ayako
Rita Ainsworth là bạn thân của Shiina Mashiro khi cả hai còn sống ở nước Anh. Hai người từ nhỏ đã sống cùng phòng và được huấn luyện trong lò luyện vẽ của ông nội của Shiina, đã vượt qua biết bao người để xứng danh họa sĩ thiên tài được thế giới ngưỡng mộ và ca tụng. Cô là một thiếu nữ ngoại quốc xinh đẹp, tài sắc vẹn toàn nhưng vẫn thua bạn thân của mình về hội họa.
Đối với Shiina, Rita là người bạn duy nhất cô trân trọng và dựa vào ngày trước. Tuy nhiên, tài năng nghệ thuật của Shiina quá xuất sắc khiến Rita ngày càng nản chí và cảm thấy không thể sánh được với cô. Đó cũng là lí do nhiều học viên đã bỏ học khỏi lò luyện của ông nội Shiina do bị bào mòn bởi tài năng của Shiina, và Rita cũng từ bỏ vẽ tranh và chuyển sang lĩnh vực khác. Vô tình, hạnh phúc của Shiina lại là nỗi đau của Rita.
Ngay khi Shiina bỏ trốn khỏi hội họa và qua Nhật Bản để vẽ manga, cô đã tìm mọi cách để kéo Shiina về Anh không lãng phí tài năng của mình. Nhưng dưới bầu không khí yêu thương và chan hòa của mọi thành viên ở ký túc xá Sakura, cô nhận ra đó mới là mái ấm gia đình thực sự của Shiina. Dù có ghen tị nhưng cô vẫn toàn tâm toàn ý mong Shiina hạnh phúc và không bị ép buộc bởi xã hội. Có những lúc, Rita giúp đỡ họ và dường như cảm thấy mình là một thành viên trong gia đình của Sakura.
Vì là thiếu nữ tài sắc vẹn toàn nên Rita đã tiếp xúc với nhiều loại đàn ông, quyến rũ vô số chàng trai mà cô cho là nhàm chán. Song chỉ Akasaka là đặc biệt, cậu lạnh nhạt và thẳng thắn một cách tàn nhẫn, khác biệt với đa số mọi người và đôi lúc ngốc nghếch trong tình cảm. Rita yêu Akasaka và cô luôn tìm mọi lúc châm chọc cậu, hôn cậu giữa sân bay và thậm chí bỏ thời gian nghỉ ít ỏi từ Anh sang ở với cậu. Dù hiếm khi Akasaka đáp lại, nhưng Rita rất vui vì cậu là người con trai chân thật nhất mà cô từng yêu.
Rita là một cô gái mạnh mẽ, luôn bỏ qua sự ích kỷ của mình vì hạnh phúc của Shiina và lém lỉnh trong biểu lộ tình yêu với Akasaka. Dù cô không phải là học ainh trường Suiko, nhưng Rita vẫn được xem như thành viên của ký túc xá Sakura.
Himemiya Iori (姫宮 伊織)
Lồng tiếng bởi: Shimazaki Nobunaga
Himemiya Iori là nam sinh năm nhất trường cao trung Suiko (sau khi thế hệ của Sorata lên năm ba và tốt nghiệp) và ở phòng 103 (phòng trước đó của Mitaka Jin) tại ký túc xá Sakura. Cậu bị đuổi sang vì tội nhìn lén gái thay đồ và là một tên biến thái nghiệp dư. Ngày đầu tiên đến, Iori và Kanna bị dính phen mất hồn vía và vô tình chạm mặt Shiina. Shiina yêu cầu cậu cởi quần áo để vẽ nhưng Iori hiểu lầm và bị Nanami đánh cho một trận vì tội biến thái. Cậu và Kanna là thành viên mới và được nhóm Sorata truyền lại những truyền thống đặc biệt ở Sakura như tiệc chào mừng...
Hase Kanna (長谷 栞奈)
Lồng tiếng bởi: Yamazaki Haruka
Hase Kana là nữ sinh năm nhất trường cao trung Suiko (sau khi thế hệ Sorata lên năm ba và tốt nghiệp) và ở phòng 201(phòng trước đó của Misaki) tại ký túc xá Sakura. Kana chuyển sang vì người bạn cùng phòng quá phiền phức và ồn ào, cô xin Chihiro để được qua ở Sakura. Cô vô tình làm quen với Iori và đề phòng cậu ta vì Iori là tên biến thái. Cả hai bị phen hú vía khi ngày đầu đến do hiểu lầm là nhà của tên sát nhân. Nhưng đó là một buổi tiệc chào mừng thành viên mới và hai người được nhóm Sorata chào đón như cái cách Misaki đã làm. Kana dần hòa nhập với gia đình Sakura và tiếp nối những truyền thống đặc biệt tại đây.

### Học viên trường Suiko
Kanda Yūko (神田 優子)
Lồng tiếng bởi: Ogura Yui 
Kanda Yuuko là em gái của Kanda Sorata và nhỏ hơn anh trai 2 tuổi. Cô bé dễ thương, ngây thơ, vô cùng yêu quý anh hai mình và ghen với những cô gái bên cạnh anh ấy. Yuuko từng hiểu lầm Sorata là đồ biến thái khi nghe lời của Shiina (Shiina thường hay nói những câu dễ "hiểu lầm") và tưởng mình không đủ quyến rũ với anh. Cô hay đấu đá với Shiina để lấy lòng Sorata nhưng cả hai thân thiết với nhau vì chung một mục tiêu. Yuuko cũng nhận ra Nanami thích anh trai mình nên cô bé quyết sẽ mau lớn để giành lại tình yêu từ anh hai.
Yuuko muốn thi vào trường cao trung Suiko nhưng bị cha phản đối. Nhưng bằng sự thuyết phục của Sorata và quýêt tâm học hành của mình, cô đã đỗ kỳ sát hạch và là học sinh năm nhất (khi đó Sorata đã học năm ba). Cô bé đến ký túc xá Sakura (cùng lúc với Iori và Kana) và được dẫn dắt bởi nhóm Sorata. Lý do cô muốn tham gia vì ở đó rất vui và mọi người đều là thành viên trong gia đình Sakura, nơi họ đều khác biệt, đùm bọc và đồng cảm trước xã hội tàn khốc.
Miyahara Daichi (宮原 大地)
Lồng tiếng bởi: Murata Taishi
Miyahara Daichi là nam sinh năm hai trường cao trung Suiko và học cùng lớp với Nanami và Sorata. Daichi là bạn thân đầu tiên của Sorata và là người hòa đồng, thân thiện và thẳng thắn. Cậu không có bạn gái nên thường trêu chọc Sorata có nhiều cô gái vây quanh từ trường đến nhà (như với Shiina, Nanami...). Dù vậy, Daichi chưa bao giờ ích kỷ và thường chỉ đứng sau xem quá trình trưởng thành của bạn mình.
Daichi yêu Nanami nhưng bị cô từ chối tại ngày cuối cùng của lễ hội trường. Cậu không hề ghét.cô mà còn nhận ra Nanami thích Sorata hơn. Chính vì vậy, dù đau đớn, Daichi vẫn luôn tạo điều kiện để Sorata gần gũi với cô và cả ba người đều vẫn duy trì mối quan hệ bạn bè trong lớp.
Daichi ít khi xuất hiện. nhưng cũng là nhân vật ảnh hưởng đến câu chuyện. Cậu là người đầu tiên bỏ phiếu đừng phá dỡ ký túc xá Sakura nhưng thường xuất hiện mờ nhạt, là hình tượng tiêu biểu của mẫu nhân vật phụ.
Takasaki Mayu (高崎 繭)
Lồng tiếng bởi: Kubo Yurika
Himemiya Saori (姫宮 沙織)
Lồng tiếng bởi: Fujimura Ayumi
Tatebayashi Sōichirō (舘林 総一郎)
Lồng tiếng bởi: Hino Satoshi
Nakano Otoha (中野 乙羽)
Lồng tiếng bởi: Ōtsubo Yuka
Shinagawa Kōichi (品川 孝一)
Lồng tiếng bởi: Maeno Tomoaki
Honjō Yayoi (本尊 弥生)
Lồng tiếng bởi: Uchiyama Yumi
Shiho Fukaya (深谷 志保)
Lồng tiếng bởi: Ōnishi Saori

### Nhân vật khác
Fujisawa Kazuki (藤沢 和希)
Lồng tiếng bởi: Asanuma Shintarō
Fujisawa Kazuki là một lập trình viên sản xuất game nổi tiếng, được vô số công ty gửi lời mời và là thần tượng nhiều thanh niên trẻ tuổi trong ngành học tập và noi theo (trong đó có Kanda Sorata). Kazuki cũng là cựu học sinh trường cao trung Suiko và là cựu thành viên trong ký túc xá Sakura học cùng khóa với Chihiro. Hàng năm, anh luôn trở lại trường để đi tìm các thế hệ tiềm năng và quay lại mái ấm Sakura ngày trước.
Trong cuộc thi " Cùng làm game" để tuyển chọn những ý tưởng có khả năng từ các lập trình viên nghiệp dư, Kazuki đã làm giám khảo và có hứng thú với trò chơi do Sorata nghĩ ra. Anh đã ấn tượng với trò chơi nhóm Sorata tạo ra ở lễ hội trường và khả năng vẽ tranh minh họa của Shiina cho trò chơi của cậu. Vì tiềm năng của trò chơi lớn, Kazuki đã ăn cắp ý tưởng và vờ an ủi Sorata đừng từ bỏ trước thất bại. Về sau, Sorata đã biết lý do thật sự và Shiina từ chối lời mời làm họa sĩ từ nhóm Kazuki. Khi anh quay lại ký túc xá, Chihiro đã tát anh và mắng anh vì đã làm tổn thương đến học trò của mình, rằng Sorata sẽ không từ bỏ và sẽ vượt xa anh trong lĩnh vực lập trình.
Kazuki có thể là con người bỉ ổi khi ăn cắp ý tưởng của Sorata, nhưng anh cũng góp sức trong cuộc đấu tranh giữ lại ký túc xá Sakura vì đó là nơi tuổi trẻ anh trải qua và giữ gìn cho thế hệ học sinh sau. Và nhờ anh, Sorata ngày càng trưởng thành hơn và quyết tâm trong việc lập trình game, cả hai về sau trở thành đối tác của nhau và giải quyết mọi mâu thuẫn từ quá khứ.
Iida Ayano (飯田 綾乃)
Lồng tiếng bởi: Asano Masumi
Iida Ayano là biên tập viên của Shiina Mashiro, cô luôn hỗ trợ và nhận bản thảo manga theo kỳ của Shiina. Ayano là một phụ nữ tóc xanh, tinh tế, thích những đồ ăn có tí "huyết" và luôn quan tâm cho Shiina. Có lúc, cô muốn Shiina tận hưởng những cảm xúc và trải nghiệm tuổi thanh xuân của một nữ sinh trung học, muốn Shiina dùng những xúc cảm đó vào từng trang manga của mình như chính cuộc đời của cô bé. Ayano đã ghép đôi Sorata với cô bé và luôn muốn cả hai trải qua câu chuyện tình yêu lãng mạn vì cô đã thấy được tình cảm ngây thơ và trong sáng của Shiina dành cho cậu.
Kamiigusa Fūka (上井草 風香)
Lồng tiếng bởi: Hayami Saori
Kamiigusa Fuuka là chị gái của Kamiigusa Misaki, lớn hơn em gái 1 tuổi và có ngoại hình gần giống Misaki. Khác với cô em gái năng động, Fuuka trầmh, ít nói, được lòng mọi người và là một thiếu nữ nết na nhiều chàng trai theo đuổi. Tuy nhiên, xét về tài năng hội họa và sự sáng tạo, cô luôn ghen tị với Misaki và bố mẹ cô luôn thiên vị với đứa con thiên tài của mình. Dù Fuuka luôn yêu quý và nhường nhịn em gái mình, nhưng như một con người bình thường, cô vẫn cảm thấy mình không xứng tầm và có lúc chỉ đứng sau dõi theo Misaki. Ngay cả khi Misaki học trường cao trung Suiko, cô chỉ ít lần thăm em mình và chấp nhận cuộc sống giản dị của một người bình thường.
Từ nhỏ, Fuuka đã là bạn thân của Jin và Misaki. Cô biết Jin yêu tâm hồn trong sáng của Misaki và cô chấp nhận làm bạn gái của Jin như hình nhân thay thế vì hai chị em gần như có ngoại hình tương đồng nhau. Dù đau đớn, Fuuka vẫn ở bên Jin và cho cậu những lời khuyên chân thành nhất, ngay cả lúc cậu đã ọc trường cao trung Suiko. Fuuka tuy chỉ là người dưng nhưng cô là người đã góp phần trong việc mai mối cho cặp đôi Jin và Misakii, hi sinh hạnh phúc của mình vì người khác.
Shirayama Koharu (白山 小春)
Lồng tiếng bởi: Takahashi Mikako
Bố của Sorata (空太の父 Sorata no chichi)
Lồng tiếng bởi: Ōkawa Tōru
Kanda Akiko (神田 明子)
Lồng tiếng bởi: Arai Satomi 
Noriko (ノリコ)
Lồng tiếng bởi: Sakurai Harumi
Momoko Sōichirō (モモコ宗一郎)
Lồng tiếng bởi: Tōyama Nao
Nanba Shiori (椎葉 椎理)
Lồng tiếng bởi: Kojima Sachiko

## Truyền thông

### Light novel
Sakura-sō no Pet na Kanojo do Kamoshida Hajime sáng tác, với hình minh họa được vẽ bởi Mizoguchi Kēji. ASCII Media Works đã xuất bản 13 tập trong sêri dưới ấn phẩm Dengeki Bunko của họ bao gồm 10 tiểu thuyết chính và ba tập truyện ngắn được phát hành từ ngày 10 tháng 1 năm 2010 đến ngày 8 tháng 3 năm 2014.

### Manga
Một bản manga chuyển thể cũng được ra mắt và do Kusano Hōki vẽ minh họa, bắt đầu nối tiếp trong số tháng 4 năm 2011 của Dengeki G's Magazine của. Bộ truyện đã kết thúc xuất bản trong số tháng 5 năm 2014 của tạp chí và tiếp tục xuất bản trong Dengeki G's Comic từ giữa tháng 6 năm 2014 và tháng 7 năm 2015. Tập tankōbon đầu tiên được ra mắt vào ngày 27 tháng 10 năm 2011, và đã có tám tập được xuất bản tính tới 27 tháng 6 năm 2015. Một tập hợp tuyển yonkoma được phát hành vào 27 tháng 2 năm 2012.

### Anime
Một anime truyền hình cũng được chuyển thể, do J.C.Staff xuất bản, và được viết bởi Okada Mari, và do Ishizuka Atsuko đạo diễn, được phát sóng tại Nhật Bản từ ngày 9 tháng 10 năm 2012 đến ngày 26 tháng 3 năm 2013 tại Tokyo MX. Nó đã được cấp phép bởi Sentai Filmworks ở Bắc Mỹ. Phim cũng được simulcast trên Crunchyroll và có sẵn streaming trên Hulu. Phim sử dụng năm bản nhạc chủ đề: ba nhạc mở đầu và hai nhạc kết thúc. Bài hát chủ đề đầu phim thứ nhất là "Kimi ga Yume o Tsuretekita" (君が夢を連れてきた) do Pet na Kanojotachi trình bày, bao gồm Kayano Ai, Nakatsu Mariko và Takamori Natsumi. Bài hát chủ đề cuối phim thứ nhất là "Days of Dash" do Suzuki Konomi trình bày. Tập 3 sử dụng giai điệu "Days of Dash", nhưng lời bài hát và hoạt hình đi kèm khác với tập 1 và 2. Từ tập 13 trở đi, bài hát chủ đề mở đầu thứ hai là "Yume no Tsuzuki" (夢の続き) do Suzuki trình bày. Bài hát chủ đề cuối phim thứ hai là "Prime Number ~Kimi to Deaeru Hi~" (Prime Number ~君と出会える日~) do Ōkura Asuka trình bày. Bài hát chủ đề mở đầu của tập 14 là "I Call Your Name Again" do Nakatsu trình bày dưới tên Aoyama Nanami. Bộ anime chỉ chuyển thể đến tập 6 của light novel.

### Visual novel
Một visual novel thích nghi do Netchubiyori phát triển và ASCII Media Works xuất bản, được ra mắt trên hệ máy PlayStation Portable và PlayStation Vita vào 14 tháng 2 năm 2013.

## Đón nhận
Bản báo cáo của Mainichi Shimbun vào tháng 4 năm 2012 cho rằng tiểu thuyết đã được bán ra hơn 850,000 bản in.